# La Perla del Dial AM
La Perla del Dial fue una estación radial chilena, anteriormente ubicada en el 1330 kHz del dial AM en Santiago de Chile, que emitió durante 2008. Además emitió por internet mediante la plataforma de radios en línea del grupo Copesa.
Era la primera emisora privada chilena en dedicar su programación sólo a la música nacional (Radio Carabineros de Chile en el CB 82 basó su programación musical en solamente música chilena en sus inicios). Luego se lanzaría la Radio Uno en FM con temática similar.
La Perla del Dial ocupó la frecuencia que durante 2007 ocupó la Radio Cariño, que a su vez es sucesora de la extinta Radio Metropolitana.
La Perla del Dial fue retirada de la banda AM, según declaración de Copesa por el alto costo que implicaba operar la señal en dicha frecuencia. 
Posteriormente en octubre de 2008 en el 1330 khz apareció el proyecto de Radio Romance AM, el cual se transformó finalmente en La Mexicana Radio. Un breve periodo la emisora fue arrendada a Radio Vida Nueva, un grupo de corte evangélico, para volver a salir por dicha frecuencia La Mexicana Radio. Desde 2012 hasta 2018 la frecuencia la ocupa Radio Volver.

## Programación
Esta radio fue la primera emisora privada en Santiago de Chile en rotar solamente música de artistas chilenos, sin embargo antes de La Perla del Dial ha habido radios que han rescatado la música chilena. como por ejemplo:
- Radio Puro Chile (La Serena, 2006-2014)
- Radio Uno (Santiago de Chile, La Serena, 2008-2016)
- Dimensión Primavera (Concepción, 2019-presente)

## Curiosidades
El dial 1330 AM en Santiago ha sido escenario de las siguientes radios:
- Radio Metropolitana, diciembre de 1989-julio de 2003
- Radio Nina FM, agosto de 2003-29 de diciembre de 2006
- Cariño FM, 1 de marzo-31 de diciembre de 2007
- La Perla del Dial, 1 de enero-31 de septiembre de 2008
- La Mexicana Radio (1ª vez), 1 de octubre de 2008-30 de abril de 2009
- Romance, Baladas y Boleros, 1 de mayo-7 de agosto de 2009
- Radio Vida Nueva AM, agosto de 2009-enero de 2010
- La Mexicana Radio (2ª vez), febrero de 2010-30 de abril de 2012
- Radio Volver, junio de 2012-febrero 2018